# Путівник в астрономію в питаннях і відповідях
Путівник в астрономію в питаннях і відповідях (англ. A Question and Answer Guide to Astronomy) — книга про астрономію та космологію, призначена для широкої аудиторії. Книгу написали П'єр-Ів Белі, Керол Крістіан і Жан-Рене Руа та опублікували 2010 році у видавництві Cambridge University Press. Спочатку книга була написана французькою мовою, але опублікована була її англомовна версія.

## Зміст
Зміст книги представлений у форматі близько 250 запитань і відповідей до них. Книга охоплює інформацію про планети, Землю, Всесвіт, практичну астрономію, історію науки та такі незручні питання, як астрономія в Біблії, НЛО та інопланетяни. Наприклад, розглянуті такі теми, як Великий вибух, розуміння великих чисел та ілюзія Місяця.

## Відгуки
Як стверджує «Science Teacher», кожна відповідь у книзі дана у вигляді «короткого та добре сформульованого есе, яке є інформативним і зручним для читання». Далі рецензія «Science Teacher» зазначає, що багато відповідей є «маленькими перлинами наукового письма». «Science Teacher» резюмує, заявляючи, що учнем, ймовірно, обдумає кожне запитання, і що «відповіді є інформативними, добре побудованими та ретельними».